# Doris (mythologie)

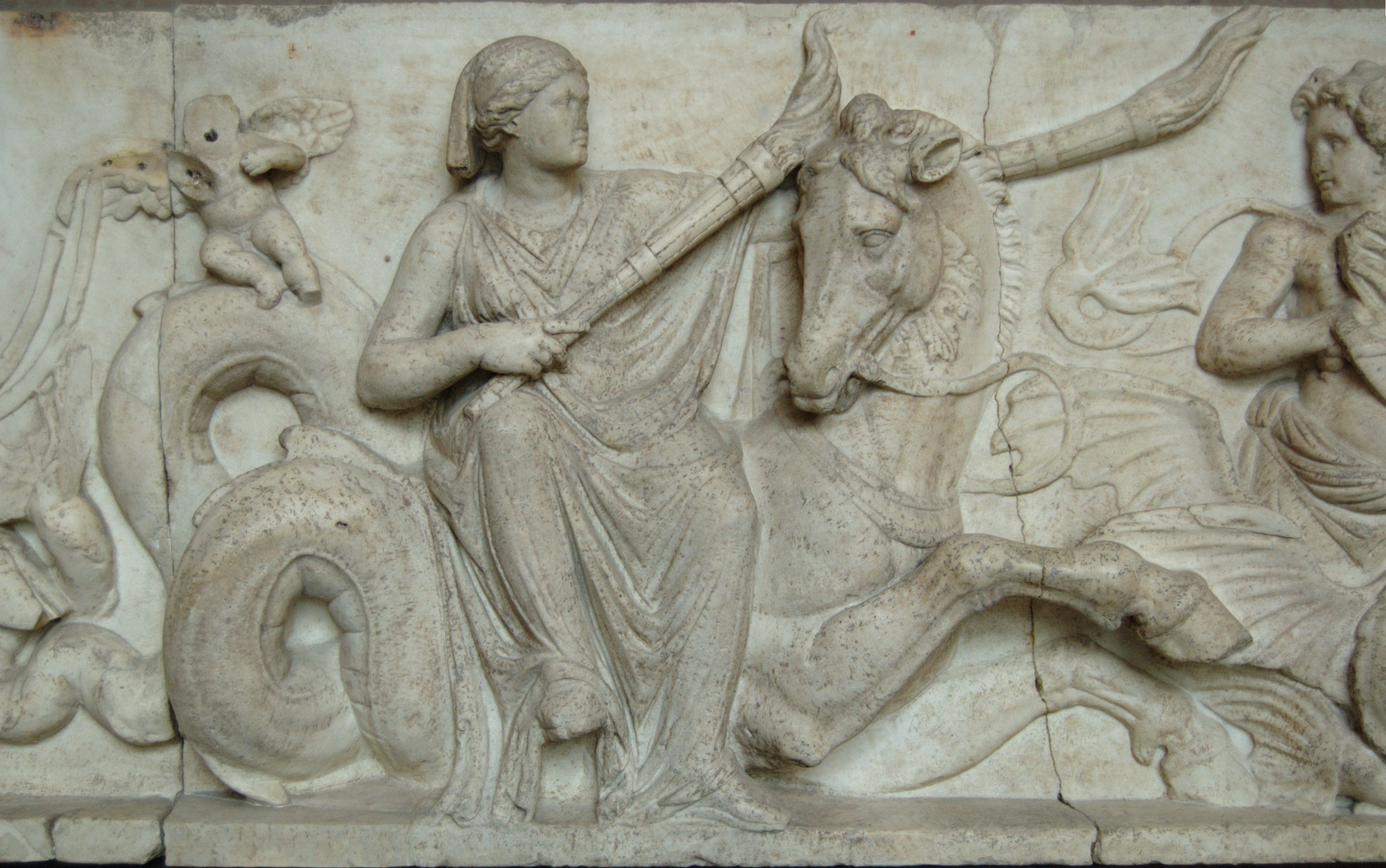
Doris

Doris ("Overvloedige") was een Oceanide uit de Griekse mythologie, een van de drieduizend kinderen van de zeegoden Oceanus en Tethys. Ze trouwde met Nereus, aan wie zij de vijftig Nereïden baarde.